# Enored
Enored est un prénom masculin breton.

## Variantes linguistiques
- Antona, Enor, Enora, Enori, Enorig, Hénora, Norig (Bretagne)
- Honorée (France)
- Ornóra (Irlande)

## Enoredcomme nom de personne ou prénom

### Saints chrétiens
- Calendrier breton des saints